# Anton Haig
Anton Haig (Nelspruit, 8 mei 1986) is een professioneel golfer uit Zuid-Afrika.
Zoals veel golfers it Zuid-Afrika is ook Anton Haig met cricket begonnen. Toen hij dertien jaar was merkte hij dat zijn knieën niet erg sterk waren en moest hij een andere sport zoeken. Het werd golf.

## Amateur
Als amateur heeft hij drie grote toernooien in Zuid-Afrika gewonnen.

### Gewonnen
- 2001: Vodacom Champions
- 2003: Zuid-Afrikaans Amateurkampioenschap, Nationaal Kampioenschap (Boys)

## Professional
Haig werd in 2004 professional. Hij speelt op de Sunshine Tour, sinds 2006 op de Aziatische PGA Tour en sinds 2007 ook op de Europese PGA Tour.
Zijn eerste overwinning op de Sunshine Tour was op zijn eigen club, waar de Seekers Travel Pro-Am werd gespeeld.
Zijn grootste resultaat is het winnen van de Johnnie Walker Classic, die eerder door zijn landgenoten Ian Palmer (1992), Ernie Els (1997, 2003) en Retief Goosen (2002) werd gewonnen. Hij verdiende er ruim € 300.000 mee, maar belangrijker was dat dit toernooi ook voor de Europese Tour meetelde en hem speelrecht in Europa gaf. 

### Gewonnen
Europese Tour
- 2007: Johnnie Walker Classic in Phuket, Thailand, met -13

Aziatische Tour
- 2006: Pulai Springs Malaysian Masters
- 2007: Johnnie Walker Classic

Sunshine Tour
- 2005: Seekers Travel Pro-Am
- 2006: PGA Kampioenschap (Namibië)